# Pinnow (Meclemburgo-Pomerania Anteriore)
Pinnow è un comune del Meclemburgo-Pomerania Anteriore, in Germania.
Appartiene al circondario (Kreis) di Parchim (targa PCH) ed è parte della comunità amministrativa (Amt) di Crivitz.